# Птичка Тари
«Птичка Тари» — советский рисованный мультипликационный фильм 1976 года, лирическая комедия режиссёра Геннадия Сокольского, созданная по сказке Бориса Заходера.

## Сюжет
В джунглях Африки весело жили и играли звери. А неподалёку спал крокодил, и его боялись другие звери, ведь он обладал вредным и злым нравом. Кроме того, у него были острые зубы, которые он, в отличие от всех зверей, никогда не чистил, так как это невозможно было сделать его коротенькими лапками. Однажды его начала мучить сильная зубная боль. Но никто из зверей не захотел ему помогать, мало того, все стали смеяться над ним. Однако нашлась одна маленькая птичка по имени Тари, которая заступилась за больного, помогла крокодилу и почистила его зубы своим клювом. В зубах у крокодила было много мусора, который птичка выбросила, а затем удалила больной зуб. После этого он поблагодарил птичку, подобрел и повеселел. А птичка Тари предложила периодически чистить крокодилу зубы, и крокодил с радостью согласился.

С этого-то самого дня птичка Тари и дружит с крокодилом. И говорят, что характер у крокодила стал не такой уж страшный.
Все радостно запели песенку:
Обезьянка: Чур, никого сегодня не трогать,

Попугай: Пусть никого не царапает коготь,

Марабу: Зуб не кусает, 

Лягушонок: Рог не бодает,

Слонёнок: А почему?

Мышонок: Кто угадает?

Все: Да потому, что сам крокодил

Добрую птичку поблагодарил.

## Создатели
| Автор сценария             | Борис Заходер                                                                                                   |
| Режиссёр                   | Геннадий Сокольский                                                                                             |
| Художники-постановщики     | Владимир Зуйков, Ада Никольская                                                                                 |
| Оператор                   | Михаил Друян |
| Композитор                 | Шандор Каллош                                                                                                   |
| Звукооператор              | Владимир Кутузов                                                                                                |
| Монтажёр                   | Любовь Георгиева                                                                                                |
| Ассистенты:                | Зинаида Плеханова, Татьяна Сокольская, Ирина Петерсон                                                           |
| Художники-мультипликаторы: | Виолетта Колесникова, Юрий Бутырин, Юрий Кузюрин, Алексей Букин, Виктор Лихачёв, Сергей Дёжкин                  |
| Роли озвучивали:           | Лидия Катаева (В титрах как «А. КАТАЕВА»), Агарь Власова, Зинаида Нарышкина, Мария Виноградова, Леонид Броневой |
| Редактор                   | Татьяна Папорова                                                                                                |
| Директор картины           | Любовь Бутырина                                                                                                 |